# فرودگاه بین‌المللی آبشار ایگواسو
فرودگاه بین‌المللی آبشار ایگواسو (به انگلیسی: Cataratas del Iguazú International Airport) (به زبان بومی: Aeropuerto Internacional Cataratas del Iguazú) یک فرودگاه همگانی مسافربری با کد یاتا IGR است که یک باند فرود آسفالت دارد و طول باند آن ۳۳۰۰ متر است. این فرودگاه در کشور آرژانتین قرار دارد و در ارتفاع ۲۷۹ متری از سطح دریا واقع شده‌است.

## شرکت‌های هواپیمایی و مقصدهای پروازی

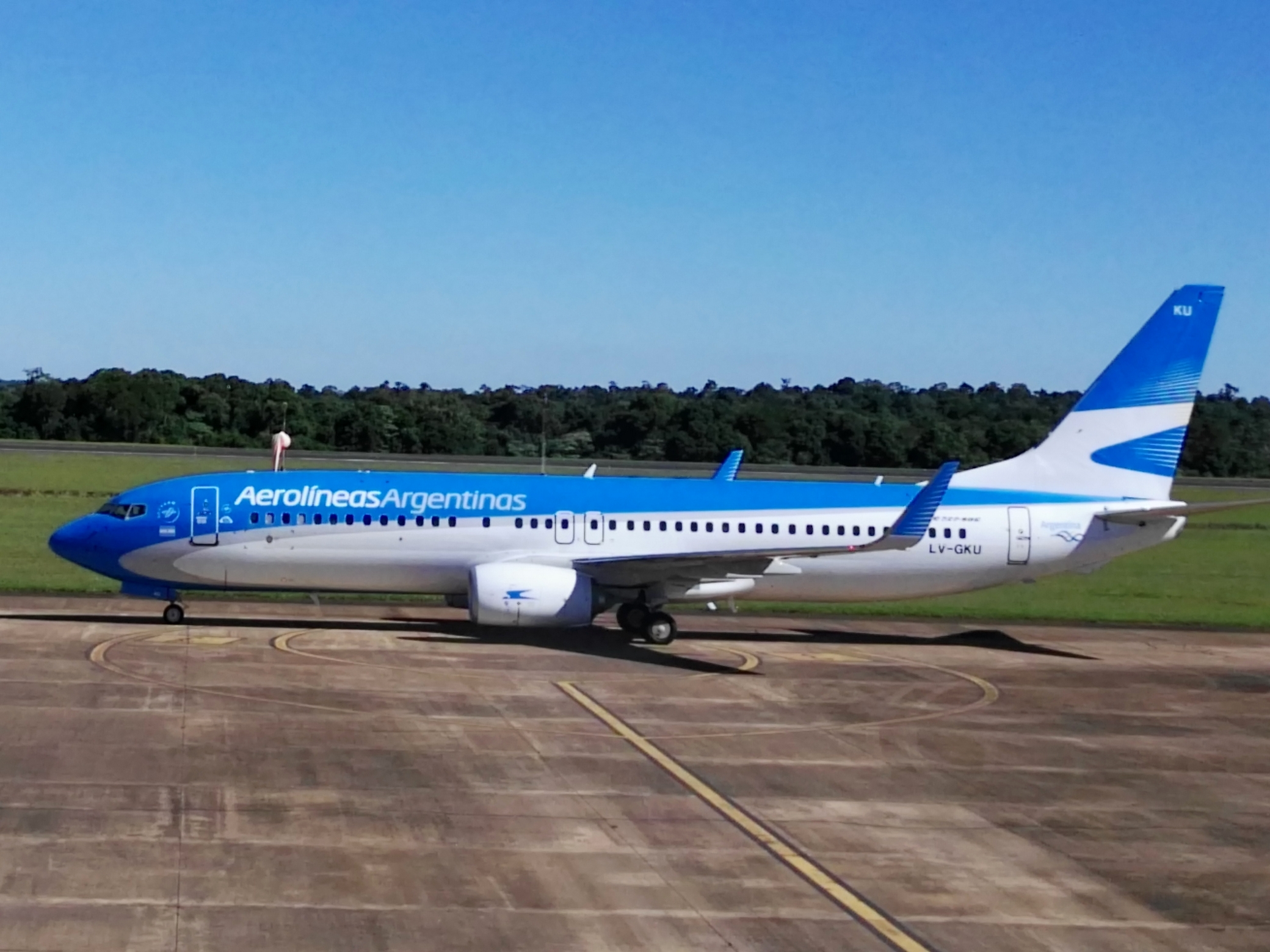
An Aerolíneas Argentinas بوئینگ ۷۳۷ نسل بعدی at the airport in 2017.

| شرکت‌های هواپیمایی                                   | مقصدهای پروازی |
| --------------------------------------------------- | --- |
| ارولینیاس آرژانتیناس                                | محله هوایی یورگ نوبری، مینیسترو پیستارینی                                                                                     |
| ارولینیاس آرژانتیناس اجرا توسط اوسترال لینئاس آئراس | محله هوایی یورگ نوبری، اینگنیرو ارناوتیکو امبرسیو تاراولا، گاورنر فرنسیسکو گابریلی، رسریو – ایسلس ملوینس، مارتین میگول داگومس |
| آندس لینئاس آئرئاس                                  | محله هوایی یورگ نوبری |
| لان آرژانتین                                        | محله هوایی یورگ نوبری |